# Ненапрегнато-затворена ненапрегнато-предна закръглена гласна
Ненапрегнато-затворената ненапрегнато-предна закръглена гласна е гласен звук, срещан в някои говорими езици и представян в международната фонетична азбука със символа ʏ. Той е сходен с българския звук, обозначаван с „и“, но изговорен със закръгляне на устните.
Ненапрегнато-затворената ненапрегнато-предна закръглена гласна се използва в езици като немски (schützen, [ˈʃʏ̞t͡sn̩]), турски (atasözü, [ät̪äˈs̪ø̞z̪ʏ]), шведски (ut, [ʏːt̪]). В много езици звукът е алофонен със затворената предна закръглена гласна (y).